# Armo (vela)
L'armo di una imbarcazione è costituito dall'insieme delle attrezzature necessarie alla navigazione. Con questo termine si indica specificamente il tipo di attrezzatura, si descrive il numero di alberi e la forma delle vele. L'armo di una imbarcazione determina le caratteristiche salienti di navigazione e la prestazione dell'imbarcazione.

## Definizione
L'armo di un'imbarcazione a vela è costituito da
- Alberatura, a sua volta costituita da
  - Alberi, alberetti, antenne
  - Strutture accessorie (coffe, rigge)
  - Manovre dormienti o fisse, l'insieme di cime, sartie e cavi che sostengono gli alberi
- Vele
- Manovre correnti, l'insieme di cime e cavi necessari per sostenere le vele e regolare il loro orientamento. Le manovre correnti includono i bomi, i picchi e i pennoni.

### Nelle imbarcazioni a remi

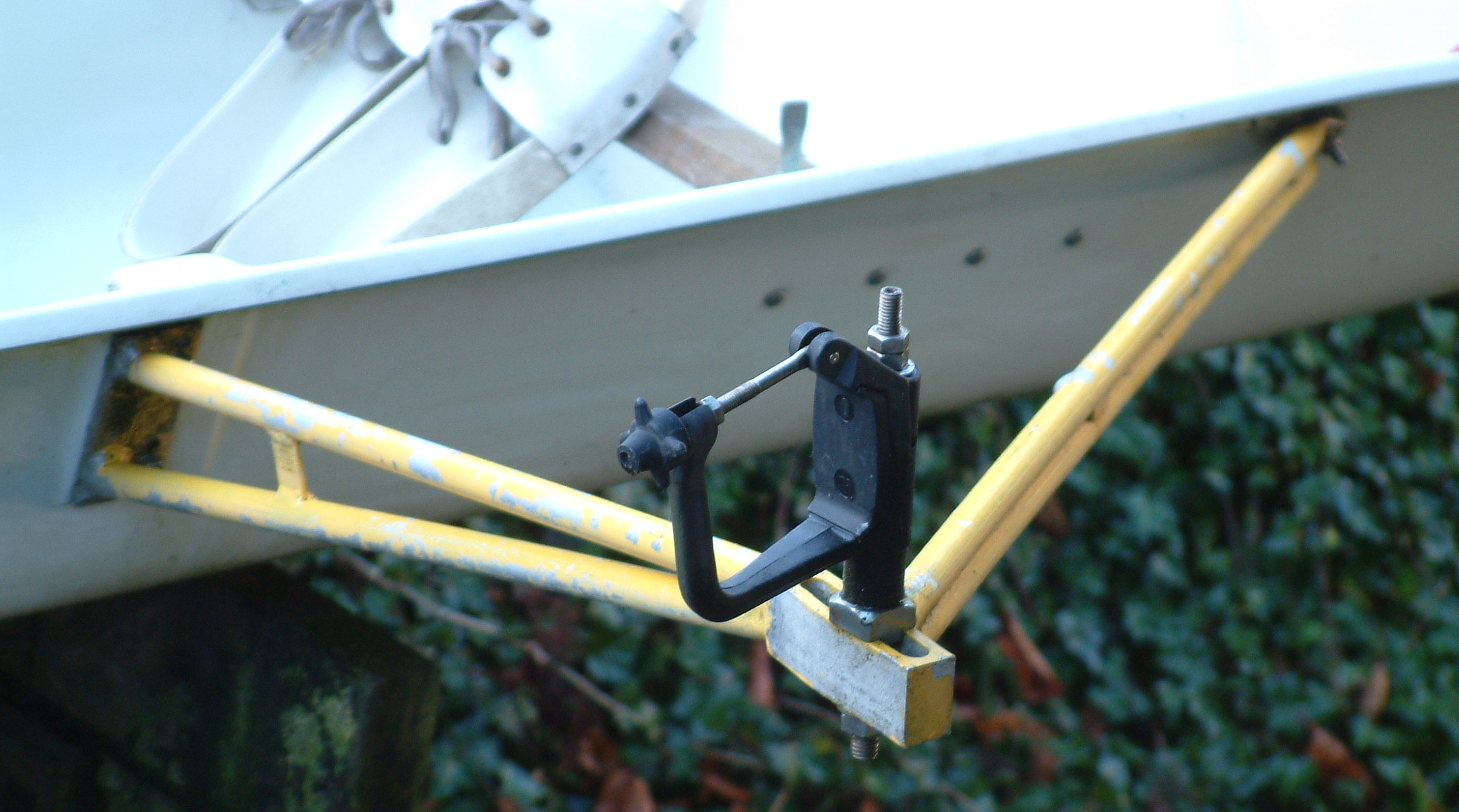
Particolare di un armo da competizione di canottaggio

Quando riferito a una piccola imbarcazione a remi, il termine armi indica invece l'equipaggio (armo di lancia) e talvolta anche il suo comandante, cioè il timoniere. In questa accezione, armo è un termine sportivo utilizzato nello sport del canottaggio.

## Piano velico
L'armo di un'imbarcazione è essenzialmente caratterizzato dal numero di alberi e dal tipo di vele a disposizione. Esistono diversi tipi di armo che si sono sviluppati durante la storia della navigazione in un numero consistente di varianti.
| catboat  | Catboat, imbarcazione ad un solo albero, normalmente dotato di randa. |
| sloop    | Sloop, imbarcazione ad un solo albero, normalmente dotato di randa e fiocco. Questo è oggi il tipo più diffuso di armo. Nella navigazione storica lo sloop era un piccolo veliero veloce che portava ordini da un vascello all'altro. |
| cutter   | Cutter, imbarcazione ad un solo albero, normalmente dotato di randa e due fiocchi anche detti fiocco e trinchetta; il fiocco ha in genere il suo punto di mura all'estremità dell'asta di fiocco a prua. |
| Ketch    | Ketch, veliero a due alberi, dotato di vele bermudiane o vele auriche. L'albero di maestra è di solito collocato a mezza nave e l'albero di mezzana è posizionato a poppa, a pruavia dell'asse del timone. |
| Yawl     | Iolla, veliero a due alberi, dotato di vele bermudiane o vele auriche. L'albero di maestra è collocato a mezza nave e l'albero di mezzana è molto piccolo e posizionato a poppavia dell'asse del timone. |
| Goletta  | Goletta (Schooner), veliero a due alberi, dotato di vele di diverso tipo. L'albero di maestra è collocato a poppa ed è generalmente più grande dell'albero di trinchetto posizionato a prua; i due alberi di una goletta possono anche avere la stessa altezza, ma quello poppiero è sempre di maestra e quello prodiero è sempre di trinchetto. Il più classico armamento a goletta è a vele auriche (Gaff-Schooner). |
| Vascello | Nave o Vascello, veliero a tre alberi, di notevoli dimensioni, strutturalmente complesso con tre ordini di ponti, ovvero: stiva, corridoio e batteria. Questa unità, tra la metà del XVIII secolo e gli inizi del XIX secolo sostituì i pesanti galeoni nei lunghi viaggi transoceanici e per gli usi militari. Utilizzato estesamente nelle flotte di tutti i paesi marinari sia per utilizzi commerciali che per utilizzi militari per la composizione delle flotte della marina militare. Tra le più importanti navi, che con il tempo furono anche definite Clipper, ricordiamo i "Tea Clippers" "Cutty Sark" ed il "Thermopylae" i quali si contesero i primati di velocità sulle rotte tra l'Inghilterra e la Cina nel trasporto del tè e della seta. Tra i "Wool Clippers" impegnati in viaggi tra l'Inghilterra a l'Australia ricordiamo il leggendario "James Baines" il quale in un giorno di navigazione percorrendo rotte negli oceani del sud, riuscì a coprire la incredibile distanza di 420 miglia marine. |